# Манастир Шаолин
Манастир Шаолин (кин. 少林寺 пин. Shàolín Sì) је чан будистички храм који се налази на планини Сонг, у Денгфенгу, у кинеској провинцији Хенан. Основан у 5. веку нове ере, Шаолин данас спада у најпознатије будистичке храмове на свету, углавном због своје повезаности са кинеским борилачким вештинама.

## Етимологија
Назив манастира се састоји из речи 少 (shǎo; „мало“ или „младо“), што се односи на Шаоши (少室; Shǎo Shì), један од седам врхова планине Сонг, 林 (lín; „шума“) и 寺 (sì; „храм“). Према томе, превод имена манастира Шаолин се може навести као „храм шуме планине Шао“, или, буквално, „храм младе шуме“.

## Историја

### Оснивање
Познато је да је Шаолин подигнут крајем 5. века, међутим, до данашњег дана није сасвим јасно о којој тачно години је реч. Даосуен (кин. 道宣 пин. Dàoxuān) у своме Наставку биографија знаменитих монаха (кин. 續高僧傳 пин. Xù gāosēng chuán) из 645. г. наводи да је манастир подигнут 477. г., док збирка речника географских имена из 1843. г. смешта овај догађај у двадесету годину периода Таихе династије Северни Веј (477 - 499), дакле читавих двадесет година касније.
Оснивање се приписује цару Сјаовену из династије Северни Веј (кин. (北)魏孝文帝 пин. (Běi) Wèi Xiàowéndì), који је подигао манастир за потребе индијског монаха Батуа (кин. 跋陀 пин. Bátuó) (у кинеским изворима названог Фотуо (кин. 佛陀 пин. Fótuó)), који је дошао у Кину 464. г. да проповеда никаја будизам. Батуо је био први опат манастира и под његовим вођством Шаолин постаје центар будистичког учења.

### Бодидарма
Традиционално се сматра да је зачетник чан будизма у Кини био Бодидарма (кин. 達摩 пин. Dámó), који је између 520. и 526. г. дошао из Индије у Кину где је постао први цу (кин. 祖 пин. zǔ); „патријарх“ или „предак“) чан школе. Он је 527. г. стигао у манастир Шаолин, где је, видевши лошу физичку припремљеност монаха, почео да их подучава медитацији и техникама за очување физичке кондиције, и на тај начин постао зачетник шаолинског стила борилачких вештина. Међутим, иако се данас верује да је Бодидарма историјска личност, већина научника и историчара се слаже да је теорија о његовом доношењу чан будизма у Кину и борилачких вештина у Шаолин само легенда.
Драгоцени запис преношења дарме (кин. 传法宝纪 пин. Chuánfǎ bǎojì) из 710. г., наводи да је Бодидарма провео низ година у манастиру Шаолин, седећи окренут према зиду у дубокој медитацији. Исти запис такође говори о Шенгуангу (кин. 神光 пин. Shénguāng), који је желео да га Бодидарма подучава. Након што га је Бодидарма одбио, да би доказао своју озбиљност и одлучност, Шенгуанг одсеца себи леву руку и нуди је Бодидарми, након чега га је индијски монах довео до просветљења и дао му име Хуике (кин. 慧可 пин. Huìkě).
Археолошки проналасци у самом манастиру откривају постепен процес којим је Бодидарма довођен у везу са Шаолином. Стела која датира из 728. г. је најранији доказ о Бодидармином боравку на планини Сонг, а друга из 798. г. говори о Хуикеовом одсецању сопствене руке. Вековима касније, стела из 1209. г. приказује лик Бодидарме као босог, држећи у руци једну ципелу, што се односи на легенду о Бодидармином ускрснућу. Лик Бодидарме са ципелом у руци је постао стандардан мотив у уметности чана. Друга слика из 13. века приказује Бодидарму како прелази снажне таласе реке Јангце, стојећи на једној гранчици.
Дубоко поштовање према Бодидарми у Шаолину достигло је врхунац 1125. г. када је саграђено светилиште у његову част. Оно се налази око пола километра северозападно од манастира и очувано је и до данас.

### Рушења и обнављања
Манастир је уништаван и поново саграђиван више пута у својој историји. Записи из 1371. и 1373. г. сведоче о уништењу манастира током Побуне Црвених турбана, када су разбојници освојили и разорили манастир у потрази за драгоценостима. Стручњак за борилачке вештине Танг Хао (кин. 唐豪 пин. Táng Háo) смешта овај догађај у 1356. г. Након тог напада, монаси су били приморани да напусте манастир. Вратили су се 1359. г., када су побуњеници поражени и отерани из провинције Хенан. По легенди из 1517. г., овај напад се одиграо 1351. г. на самом почетку Побуне Црвених турбана, а монаси су извојевали победу над нападачима, вођени својим свецем заштитником Вајрапанијем.
Године 1641, побуњеник против владајуће династије Минг, Ли Циченг (кин. 李自成 пин. Lǐ Zìchéng), упада са својом војском, која је бројала стотине хиљада углавном гладних сељака, у провинцију Хенан и пљачка Шаолин, велике присталице династије Минг. Побуњеници убијају скоро све монахе и доносе потпуну пропаст манастиру. Тек у 18. веку, манастир бива обновљен уз помоћ владајуће династије Ћинг.
Током Културне револуције (1966—1976), спроведене по наредби Мао Цедунга (кин. 毛泽东 пин. Máo Zédōng), манастир је уништен, а монаси протерани и прогањани.

## Шаолинћуен
Шаолинћуен (кин. 少林拳 пин. Shàolínquán), у западном свету познат као шаолин кунг фу (кин. 少林功夫 пин. Shàolín gōngfu), је један од најстаријих стилова кинеских борилачких вештина, настао у истоименом манастиру. Током више хиљада година постојања, шаолинћуен је постао једна од највећих и најпознатијих школа борилачких вештина на свету.